# 빅토르 미트루
빅토르 미트루(그리스어: Βίκτωρ Μήτρου, 알바니아어: Viktor Mitro 빅토르 미트로, 1973년 6월 24일~)는 알바니아 태생 그리스의 전직 역도 선수이다. 2000년 하계 올림픽 남자 미들급에서 은메달을 획득했으며 세계 선수권 대회에서 은메달 1개와 동메달 1개를 획득했다.